# San Antonio Juárez
San Antonio Juárez är en ort i Mexiko.   Den ligger i kommunen Tzicatlacoyan och delstaten Puebla, i den sydöstra delen av landet, 140 km sydost om huvudstaden Mexico City. San Antonio Juárez ligger 2 081 meter över havet och antalet invånare är 1 899.
Terrängen runt San Antonio Juárez är huvudsakligen kuperad, men åt nordväst är den platt. Runt San Antonio Juárez är det ganska glesbefolkat, med 47 invånare per kvadratkilometer. Närmaste större samhälle är Atoyatempan, 8,4 km öster om San Antonio Juárez. I omgivningarna runt San Antonio Juárez växer huvudsakligen savannskog.